# Észak-amerikai Szabadkereskedelmi Egyezmény

Az Észak-amerikai Szabadkereskedelmi Egyezmény (angolul: North American Free Trade Agreement, rövidítve: NAFTA) az Amerikai Egyesült Államok, Kanada és Mexikó között 1992. december 17-én aláírt, 1994. január 1-jén életbe lépett szabadkereskedelmi megegyezés. Célja elsősorban a tagországok közötti kereskedelmi és beruházási akadályok lebontása. Célkitűzései: piac létrehozása a tagországok áruinak és szolgáltatásainak, a piac liberalizációja, új munkalehetőségek teremtése és a vállalataik versenyképességének erősítése a világpiacon.